# Tom Long
Tom Long (zm. 15 grudnia 1908) – kat pracujący dla rządu nowozelandzkiego na przełomie XIX wieku i XX wieku, choć nie na pełnym etacie. 
Dokonał między innymi egzekucji Minnie Dean, jedynej kobiety powieszonej w Nowej Zelandii. Long, Irlandczyk, został wybrany na swój urząd w 1877 roku. W wywiadzie dla lokalnej gazety, udzielonym w 1905 roku, potwierdził, iż uśmiercił „piętnastu ludzi w tym kraju, lecz setki w Indiach”. 
Zginął przypadkiem w 1908 roku podczas wycinki drzew w lasach Kauangaroi, na wschód od miasta Wanganui.

## Wykonane wyroki
- 1895 - Minnie Dean, morderczyni
- 1897 - William Sheehan, morderca
- 1905 - James William Ellis, morderca